# I Vow to Thee, My Country
I Vow to Thee, My Country è un inno patriottico britannico, creato nel 1921, da Gustav Holst e ripreso da una poesia di Sir Cecil Spring Rice.  La musica è nata come una melodia senza parole, che Holst in seguito chiamò "Thaxted", e fu tratta dal movimento "Jupiter" della suite di Holst del 1917 chiamata I pianeti.

## Storia
L'origine del testo di questo inno proviene da una poesia del diplomatico Sir Cecil Spring Rice, scritta nel 1908 o 1912, intitolata "Urbs Dei" ("La città di Dio") o "The Two Fatherlands".  La poesia descriveva come un cristiano deve la sua lealtà sia alla sua patria che al regno celeste.
Nel 1908, Spring Rice fu assegnato all'ambasciata britannica a Stoccolma.  Nel 1912 fu nominato ambasciatore negli Stati Uniti d'America, dove influenzò l'amministrazione di Woodrow Wilson ad abbandonare la neutralità e unirsi alla Gran Bretagna nella guerra contro la Germania.  Dopo che gli Stati Uniti entrarono in guerra, Spring Rice fu richiamato in Gran Bretagna.  Poco prima della sua partenza dagli Stati Uniti nel gennaio 1918, riscrisse e ribattezzò "Urbs Dei", alterando in modo significativo il primo verso per concentrarsi sui temi dell'amore e del sacrificio piuttosto che su quelli del "rumore della battaglia" e sul "tuono delle sue pistole", creando un tono più cupo in vista della terribile perdita di vite umane subita nella Grande Guerra.  Il primo verso in entrambe le versioni invoca la Gran Bretagna. Nella prima versione del 1912 antropomorfizza la Britannia con spada e scudo; invece nella seconda versione, venne chiamata semplicemente "il mio paese".
Secondo la nipote di Sir Cecil, il verso riscritto del 1918 non doveva apparire accanto al primo verso del poema originale, ma stava per essere sostituito;  il primo verso originale è tuttavia talvolta noto come il "versetto centrale raramente cantato".  Il testo della poesia originale fu inviato da Spring Rice a William Jennings Bryan in una lettera poco prima della sua morte nel febbraio 1918.
La poesia circolò privatamente per alcuni anni finché non fu musicata da Gustav Holst su una melodia che egli adattò nel suo Jupiter alle parole contenute nella poesia. Fu eseguita all'unisono con l'orchestra all'inizio degli anni '20 e fu finalmente pubblicata come inno nel 1925/6 nell'inno Songs of Praise (n. 188).